# Hugo Pastor Corro
Hugo Pastor Corro est un boxeur argentin né le 5 novembre 1953 à Mendoza et mort le 15 juin 2007.

## Carrière
Passé professionnel en 1973, il devient successivement champion d'Argentine en 1976, champion d'Amérique du Sud en 1977 puis champion du monde des poids moyens WBA & WBC le 22 avril 1978 en battant aux points Rodrigo Valdez. Après 2 défenses victorieuses, il s'incline face à Vito Antuofermo le 30 juin 1979. Corro met un terme à sa carrière en 1989 sur un bilan de 50 victoires, 7 défaites et 2 matchs nuls.